# Villarrica, Chile
Villarrica este un oraș și comună din provincia Cautín, regiunea La Araucanía, Chile, cu o populație de 49.184 locuitori (2012) și o suprafață de 1291,1 km2.